# Meir Kahane

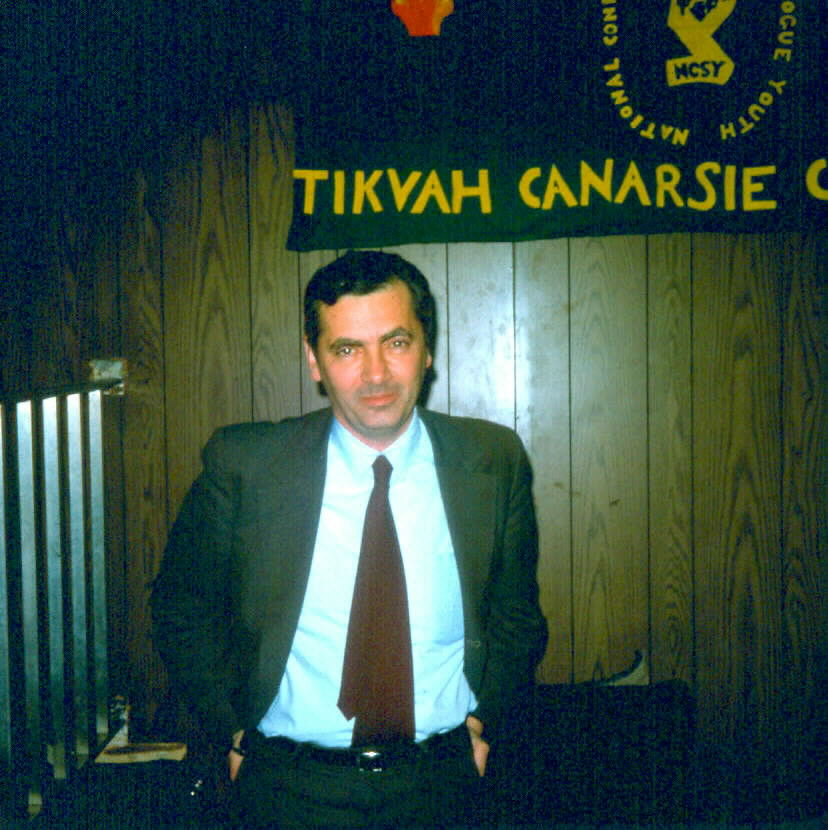
Meir Kahane in 1975.

Meir David Kahane (Hebreeuws: מאיר דוד הכהן כהנא) (Brooklyn (New York)), 1 augustus 1932 - New York, 5 november 1990) was een Israëlische extreemrechtse, religieus zionistische rabbijn en stichter van de beweging Kach. Hij kwam oorspronkelijk uit de Verenigde Staten. Meir David Kahane werd in de Verenigde Staten veroordeeld voor aanklachten waaronder terroristische aanslagen.
Kahane richtte in 1968 in de Verenigde Staten de Jewish Defense League op als reactie op antisemitische aanvallen op de lokale Joodse bevolking. Volgens de FBI was de Jewish Defence League een extreemrechtse terreurgroep, tevens zouden ze verantwoordelijk zijn voor 'domestic terror attacks' in de Verenigde Staten. In september 1969 emigreerde hij naar Israël, waar hij in 1974 de Kach-beweging oprichtte. Deze had als doelstelling het verdrijven van de Arabieren uit Israël. In 1980 werd Kahane na het voorbereiden van een provocatieve actie bij de Tempelberg tot zes maanden gevangenisstraf veroordeeld.
In 1984 werd Kahane (na twee eerdere mislukte pogingen) in de Knesset gekozen. Zijn volgeling en rechterhand Baruch Marzel werd secretaris van zijn partij. Als reactie op zijn verkiezing nam de Knesset in augustus 1985 een amendement op de basiswet aan waarin de volgende partijen werden uitgesloten van deelname aan verkiezingen:
1. partijen die de staat Israël ontkennen als staat voor het Joodse volk;
2. partijen die het democratische karakter van Israël ontkennen;
3. Sticker van aanhangers van Kahane: "Kahane had gelijk, er kan hier geen discussie mogelijk over zijn!"partijen die aanzetten tot racisme.

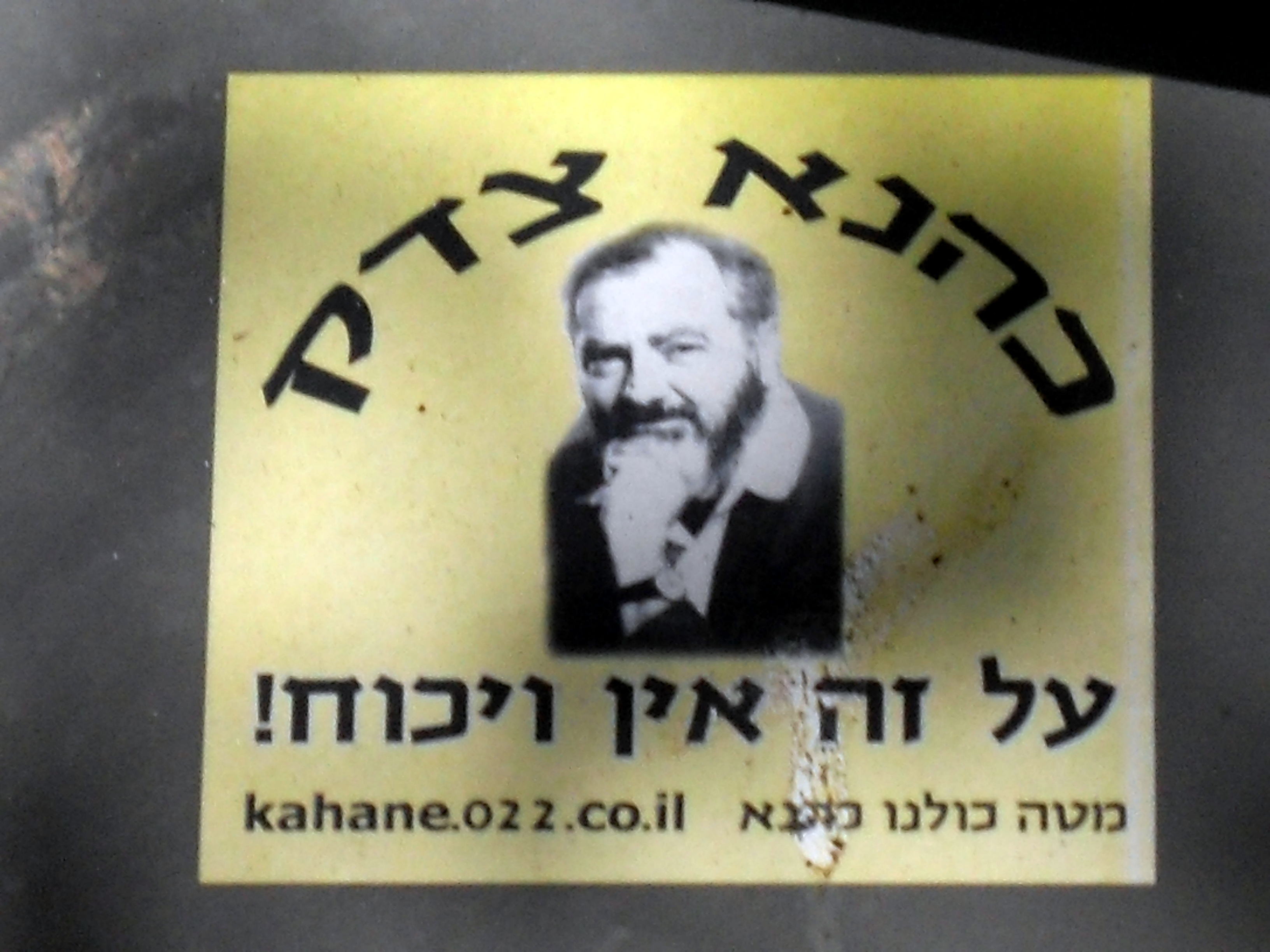
Sticker van aanhangers van Kahane: "Kahane had gelijk, er kan hier geen discussie mogelijk over zijn!"

Aan de verkiezingen van 1988 kon de Kach-partij van Kahane daarom niet meer deelnemen.
In 1990 kwam Kahane bij een aanslag in New York om het leven. De hoofdverdachte van de moord, El Sayyid Nosair, was in 1993 betrokken bij de bomaanslag op het World Trade Center. Terroristen als Baruch Goldstein (tevens Kach-lid) lieten zich naar eigen zeggen door Kahane inspireren bij hun aanslagen. Na Kahane's dood zijn er verschillende organisaties opgericht die worden beschouwd als de opvolgers van Kach, waaronder Kahane Chai ("Kahane Leeft") en Otsma Jehudit ("Joodse Kracht").

## Publicaties
- The Jewish Stake in Vietnam (1968)
- The Story of the Jewish Defense League (1975)
- They Must Go (1981)
- Uncomfortable Questions for Comfortable Jews (1987)
- Israel: Referendum or Revolution (1990)